# Eva Hrdinová
Eva Hrdinová (* 15. Juni 1984 in Plzeň, damals Tschechoslowakei) ist eine ehemalige tschechische Tennisspielerin.

## Karriere
Hrdinová, die im Alter von fünf Jahren mit dem Tennissport begann, bevorzugte Hartplätze.
Auf Turnieren des ITF Women’s Circuit gewann sie drei Einzel- und 19 Doppeltitel.
Nach ihrem Scheitern beim ITF-Turnier in Dubai im November 2012 in der Qualifikation für das Hauptfeld im Einzel trat sie nur noch in Doppelkonkurrenzen an.
Im Doppelwettbewerb von Wimbledon stand sie 2013 erstmals in ihrer Karriere in der zweiten Runde eines Grand-Slam-Turniers. 2014 konnte sie dort an der Seite von Bojana Jovanovski aus Serbien diesen Erfolg wiederholen.
Seit ihrem Ausscheiden an der Seite von Jovanovski im August 2015 in Runde eins der US Open ist Hrdinová auf der Damentour nicht mehr angetreten.

## Turniersiege

### Einzel
| Nr. | Datum          | Turnier   | Kategorie   | Belag | Finalgegnerin      | Ergebnis      |
| --- | -------------- | --------- | ----------- | ----- | ------------------ | ------------- |
| 1.  | 6. Juni 2004   | Palic     | ITF $10.000 | Sand  | Andrea Popovic     | 6:0, 3:6, 6:0 |
| 2.  | 8. August 2004 | Hechingen | ITF $25.000 | Sand  | Nathalie Vierin    | 6:4, 6:3      |
| 3.  | 30. Juni 2007  | Périgueux | ITF $25.000 | Sand  | Julija Bejhelsymer | 3:6, 6:3, 6:4 |

### Doppel
| Nr. | Datum          | Turnier                 | Kategorie    | Belag     | Partnerin            | Finalgegnerinnen                            | Ergebnis         |
| --- | -------------- | ----------------------- | ------------ | --------- | -------------------- | ------------------------------------------- | ---------------- |
| 1.  | August 2003    | Bielefeld               | ITF $10.000  | Sand      | Claudia Kardys       | Carmen Klaschka Sabine Klaschka             | 2:6, 6:4, 7:65   |
| 2.  | Oktober 2003   | Valencia                | ITF $10.000  | Hartplatz | Zuzana Cerná         | Soledad Esperón Flavia Mignola              | 6:3, 4:6, 6:1    |
| 3.  | Okt/Nov 2003   | Caracas                 | ITF $10.000  | Hartplatz | Zuzana Cerná         | Maria-Jose Argeri Leticia Sobral            | kampflos         |
| 4.  | März 2004      | Buchen                  | ITF $10.000  | Teppich   | Lucie Hradecká       | Elke Clijsters Caroline Maes                | 6:1, 6:4         |
| 5.  | Juli 2004      | Brüssel                 | ITF $10.000  | Sand      | Zuzana Cerná         | Leslie Butkiewicz Eveline Vanhyfte          | 7:63, 7:65       |
| 6.  | November 2004  | Opole                   | ITF $25.000  | Teppich   | Lucie Hradecká       | Kazjaryna Dsehalewitsch Nadseja Astrouskaja | 7:5, 6:3         |
| 7.  | April 2007     | Jackson                 | ITF $25.000  | Sand      | Michaela Paštiková   | Junri Namigata Yurika Sema                  | 7:65, 7:63       |
| 8.  | Juni 2007      | Galatina                | ITF $25.000  | Sand      | Marie-Ève Pelletier  | Stefania Chieppa Darja Kustawa              | 6:1, 7:64        |
| 9.  | Juni/Juli 2007 | Perigueux               | ITF $25.000  | Sand      | Marie-Ève Pelletier  | Julija Bejhelsymer Jewhenija Sawranska      | 3:6, 7:5, 6:1    |
| 10. | September 2007 | Denain                  | ITF $75.000  | Sand      | Marie-Ève Pelletier  | Timea Bacsinszky Karolina Kosińska          | 6:3, 6:2         |
| 11. | September 2007 | Ashland                 | ITF $50.000  | Hartplatz | Maria Fernanda Alves | Maret Ani Sandra Klösel                     | 7:65, 6:2        |
| 12. | Juni 2010      | Szczecin                | ITF $25.000  | Sand      | Petra Cetkovská      | Weronika Kapschaj Justine Ozga              | 7:65, 6:3        |
| 13. | Februar 2011   | Rabat                   | ITF $25.000  | Sand      | Karin Knapp          | Iveta Gerlová Lucie Kriegsmannová           | 6:4, 6:1         |
| 14. | Juli 2011      | Woking-Foxhills         | ITF $25.000  | Hartplatz | Julie Coin           | Emma Laine Melanie South                    | 6:1, 3:6, [10:8] |
| 15. | Juli 2011      | Les Contamines-Montjoie | ITF $25.000  | Hartplatz | Julie Coin           | Maria Abramović Nicole Clerico              | 6:3, 6:2         |
| 16. | August 2011    | Istanbul                | ITF $50.000  | Hartplatz | Julie Coin           | Sandra Klemenschits Irena Pavlovic          | 6:4, 7:5         |
| 17. | Oktober 2011   | Kansas City             | ITF $50.000  | Hartplatz | Maria Abramović      | Jamie Hampton Ajla Tomljanović              | 2:6, 6:2, [10:4] |
| 18. | Juli 2012      | Biella                  | ITF $100.000 | Sand      | Mervana Jugić-Salkić | Sandra Klemenschits Tatjana Malek           | 1:6, 6:3, [10:8] |
| 19. | 11. Juli 2015  | Versmold                | ITF $50.000  | Sand      | Shahar Peer          | Alona Fomina Sofija Kowalez                 | 6:1, 6:3         |

## Persönliches
Ende 2010 schloss Eva Hrdinová ihr Sportstudium an der Prager Karls-Universität mit dem Mastergrad ab.